# Mănăstirea Zloți
Mănăstirea Zloți este o mănăstire ortodoxă de călugări cu hramul Sfântul Mare Mucenic Gheorghe, aflată sub jurisdicția canonică a Eparhiei de Cahul și Comrat a Bisericii Ortodoxe Ruse, amplasată în apropierea stației de cale ferată de lângă satul Zloți, raionul Cimișlia, Republica Moldova.
Edificată inițial în perioada 1941-1943, mănăstirea a fost închisă în 1949 și transformată de către autoritățile sovietice în grajd pentru animale și depozit. A fost ulterior distrusă complet în 1970 ca efect al deciziei acelorași autorități, fiind reconstruită în ultimul deceniu al secolului al XX-lea. Primul stareț și în același timp ctitor al mănăstirii a fost Serafim Dabija. 
Actual slujbele se țin atât în limba română, cât și în limba rusă.

## Localizare, jurisdicție și acces
Lăcașul de cult, având hramul Sfântului Mare Mucenic Gheorghe, este situat în zona de sud a Republicii Moldova, la distanță de 45 km de municipiul Chișinău, în raionul Cimișlia pe teritoriul satului Zloți.
Se află sub jurisdicția canonică a Episcopiei de Cahul și Comrat.
Accesul se poate face rutier, cea mai scurtă și mai accesibilă cale de acces din Chișinău fiind prin satul Zloți, pe un drum de pământ paralel cu calea ferată. Se poate de asemenea ajunge și cu trenul Chișinău–Basarabeasca, lângă mănăstire fiind amenajată o stație de cale ferată.

## Istoric

### Înființare
Edificiul a fost ridicat în pădurea satului Zloți. Conform legendei, locul viitoarei mănăstiri i-a fost arătat în vis de Maica Domnului unui cioban din regiune, în secolul al XIX-lea. Viitoarea mănăstirea și-a avut originea în demersurile făcute de Ilarion Ciobanu și Avtonom Căienereanu, locuitori ai satelor Suric și Satul Nou. Aceștia s-au îndreptat spre monahii Nicodim Onu și Serafim Dabija (unchi al academicianului Nicolae Dabija), care erau veri primari și monahi la Mănăstirea Suruceni (Nicodim fiind detașat o perioadă de timp la Mitropolie).
Beneficiind de binecuvântarea arhiereului vicar Efrem Enăchescu „Tighineanul”, locțiitor de arhiepiscop al Chișinăului, în primăvara anului 1941, ierodiaconul Serafim Dabija de la Mănăstirea Suruceni împreună cu ierodiaconul Nicodim Onu, venit de la Mitropolie, au fost trimiși la Zloți, prin decizia autorităților eparhiale. Aceștia au venit cu scopul de a avea grijă de lucrările de însămânțare, care urmau să aibă loc pe terenurile viitorui schit ce urma să fie construit în zonă. După sfințirea pietrei de temelie, în 1942, a început construirea unei capele având hramul Sfântului Mare Mucenic Gheorghe „Purtătorul de biruință” și a unor chilii (hramul respectiv a fost ales datorită desfășurării în acea perioadă a celui de-al Doilea Război Mondial). Ridicarea lăcașului a beneficiat de sprijin atât din partea egumenului Mănăstirii Noul Neamț Axentie (Munteanu), cât și din partea Patriarhiei Române, prin persoana lui Nicodim Munteanu, care a ajutat în anul 1942 cu plăci pentru acoperiș și cu alte materiale de construcție.
Sfințirea capelei s-a făcut la 14 noiembrie 1943, stareț fiind numit Serafim Dabija, hirotonit ieromonah cu 2 zile înainte. Alături de Serafim Dabija, drept ctitor a fost ieromonahul Grigore de la Mănăstirea Noul Neamț, schitul fiind probabil metoc al respectivei mănăstiri. Nicodim Onu a fost întărit în funcția de diacon al schitului, apoi hirotonit ca ieromonah. În vara aceluiași an, lăcașul adăpostea 4 călugări și 6 novici, iar în 1945 aici locuiau 15 viețuitori, mănăstirea administrând la acel moment 50 ha de pământ (păduri, livezi și podgorii), turme de oi, vite și cai. Schitul se afla în jurisdicația Episcopiei din Tighina, iar după câțiva ani a devenit mănăstire de sine stătătoare.
Pe dealul de lângă mănăstire a fost ridicată o cruce mare de lemn, pe care a fost scris „Cinste și slavă eroilor căzuți pe câmpul de luptă pentru ținerea frontului și apărarea pământului românesc”.

### Perioada sovietică
După intrarea trupelor sovietice în Basarabia în anul 1944, pădurile din jurul mănăstirii au devenit adăpost pentru fugari care se ascundeau de de autoritățile sovietice, de teama arestării, persecuțiilor și deportărilor. Pe aceștia mănăstirea i-a primit când s-au aflat în nevoie, la masă și, uneori, la adăpost. Mai târziu, acest ajutor a constituit unul dintre capetele de acuzare de către autoritățile sovietice împotriva starețului Serafim.
Enciclopedia Ortodoxă rusă a consemnat că în 1945 călugării au sprijinit Armata Roșie cu o donație de pâine și bani și că în anul următor au cumpărat obligațiuni de stat. Tot în 1946 însă, o cerere înaintată de stareț organelor de stat, pentru alocare de materiale de construcție cu scopul construirii unei noi biserici și reparării clădirilor existente, s-a izbit de un refuz, iar în 1947 o solicitare de acordare în timpul foametei a unui împrumut pentru semințele necesare culturilor a rămas fără răspuns.
În primăvara anului 1947 starețul mănăstirii a fost arestat în timpul unei slujbe. Reușind să fugă, acesta a fost rearestat la 29 octombrie 1947 și a fost învinuit de construirea Mănăstirii Zloți, care în concepția acuzatorilor s-a făcut cu susținerea chiaburilor locali și cu scop antisovietic. Mai mult, mănăstirea ar fi fost ridicată în cinstea izgonirii bolșevicilor din Basarabia, devenind unul dintre centrele de propagandă antisovietică din Moldova. Judecat la 5 februarie 1948, Serafim Dabija a fost trimis pentru 10 ani într-un lagăr de muncă din Siberia.
La rândul său, Nicodim Onu, devenit în anul 1944 slujitor la biserica din Satul Nou, a fost arestat la 27 octombrie 1947. Acesta a fost acuzat de colaboraționism și agitație antisovietică printre enoriași deoarece a întâmpinat trupele românești intrate în sat în luna iulie 1941 cu pâine și sare. De asemenea, a fost acuzat împreună cu Serafim Dabija că au construit mănăstirea în scopuri antisovietice „transformând-o în unul dintre centrele de propagandă antisovietică din Moldova”.
După deportarea lui Dabija, stăreția a revenit ieromonahului Varnava (Barbas), intrat în obștea mănăstirii în 1946. La 5 martie 1947 o comisie specială din Satul Nou a preluat patrimoniul lăcașului în proprietatea satului, inventarul efectuat cu această ocazie identificând 3 clădiri, anexe gospodărești, 8 clopote și 32 ha de pământ, dintre care 8,5 ha de pășune, 2 ha de livezi cu 700 de pomi și 1 ha de plantație de viță-de-vie. Administrarea schitului a fost transmisă mănăstirii Suruceni.
Mănăstirea a fost închisă de autorități în anul 1949, cei 7 viețuitori, precum și bunurile mobile ale obștii respective fiind dirijate către Mănăstirea Suruceni. Clădirea bisericii a fost transformată într-un grajd, iar chiliile în depozite. În anul 1970 complexul monastic a fost distrus complet, piatra fiind folosită la construcția căii ferate și terenul fiind arat.

### Reînființare
În martie 1995, ca efect al eforturilor arhimandritului Tobie (Boboc) de la mănăstirea Noul Neamț și cu binecuvântarea mitropolitului Vladimir (Cantarean), s-au pus bazele unui nou schit, cu caracter de metoc al mănăstirii Noul Neamț. Clădirile vechii mănăstiri fiind distruse și în locul acestora aflându-se teren arabil, călugării au locuit inițial într-un vagon de tren, care a servit atât ca biserică temporară, cât și ca anexă. Proiectul noii biserici a fost realizat de către arhitecți din Tighina, iar piatra de temelie a noii biserici cu hramul aceluiași Sfânt Gheorghe a fost sfințită de către starețul Mănăstirii Noul Neamț, arhimandritul Dorimedont, în luna august 1995. Anexele (un corp de case, stareția, bucătaria și trapeza) au fost edificate în perioada 1995-1996, fiind sfințit și un paraclis al cu hramul Icoana Maicii Domnului „Bucuria tuturor scârbiților”, ridicat în apropierea bisericii principale. Prima slujbă a avut loc în ziua de Crăciun (ianuarie) din anul 2005.
La 9 iunie 1998, Sinodul Bisericii Ortodoxe Ruse a ridicat schitul Zloți la rangul de mănăstire, arhimandritul Tobie (Boboc) fiind numit stareț al acesteia de către mitropolitul Vladimir, la 24 decembrie 1998.

## Caracteristici
Paraclisul este mic, dreptunghiular și cu tindă, cu o clopotniță amplasată deasupra. Interiorul este amenajat simplu și pereții sunt împodobiți cu icoane pictate de monahul Iov (numele de mirean al lui Mihail Boboc).
În 2008, mănăstirea găzduia 7 călugări și 5 novici și deținea câteva hectare de pământ, o fermă de animale și păsări, precum și utilaje agricole proprii.
La mănăstire se află moaște ale cuvioșilor părinți de la Lavra Pecerska. În capelă sunt amplasate Icoana Maicii Domnului „Bucuria tuturor scârbiților”, precum și un vechi crucifix de lemn din înzestrarea anterioară a vechii mănăstirii. Conform academicianului Nicolae Dabija, există o poveste legată crucea respectivă, precum că la încercarea de a fi retezată după război de către un grup de comsomoliști, din ea ar fi curs sânge, ceea ce ar fi determinat abandonarea activității respective.
Din anul 1998 slujbele se țin atât în limba română cât și în limba rusă, dată fiind componența demografică a satelor înconjurătoare. Aceasta include, conform Enciclopediei Ortodoxe, un procent mare de etnici ruși și găgăuzi. De asemenea, la mănăstire ajung și etnici ucraineni.